# Distrito de Kumage
El distrito de Kumage (熊毛郡 Kumage-gun?) es un distrito localizado en la prefectura de Yamaguchi, Japón. En junio de 2019 tenía una población estimada de 29.362 habitantes y una densidad de población de 245 personas por km². Su área total es de 119,7 km².

## Localidades
- Hirao
- Kaminoseki
- Tabuse